# Евстропов, Герман Алексеевич

Лауреаты премии имени А. С. Попова АН СССР. Сидят (слева направо):
Л. Н. Дерюгин, Л .Д. Бахрах. Стоят: Г. А. Евстропов, А. И. Ардабьевский, М. Г. Кузнецов, Д. Б. Зимин.

Герман Алексеевич Евстропов (14.09.1932 — 2014) — конструктор РЛС, лауреат Премии имени А. С. Попова АН СССР.
Родился 14.09.1932 в д. Женихово Даровского района Кировской области.
Окончил МАИ (1956).
В 1956—1966 гг. инженер, старший и ведущий инженер, старший научный сотрудник п/я 1395 (НИИ-17 МАП, ГКРЭ, г. Москва).
В 1966 г. зам. начальника — главный конструктор п/я 4712 (СКБ-38, ПАО «Радиофизика»).
В 1966—1967 гг. зам. начальника — главный конструктор КБ радиотехнических приборов. Ушёл, проработав ровно год, в связи с тем, что не удалось превратить конструкторское КБ в предприятие, ведущее самостоятельные разработки в области радиотехнических систем.
С 1967 г. в НИИДАР (НИИ дальней радиосвязи): начальник сектора, начальник лаборатории, ведущий научный сотрудник, начальник отдела (до 2010).
В 1967—1974 гг. разработчик (главный конструктор) антенно-фидерных устройств (АФУ) для РЛС «Дунай-3У» и «Дунай-3УП».
Принимал участие в создании РЛС ВЗГ «Воронеж-ДМ» (первый заместитель главного конструктора).
В 1976 году предложил структуру цифровой активной фазированной антенной решетки (ЦАФАР), в основе которой цифровой пространственный канал антенной решётки, состоящий из аналоговой части (предусилителя в приёмном канале и оконечного усилителя в передающем канале, антенного переключателя, системы защиты приёмника и системы преобразователей частоты) и цифровой части (ЦАП) в передающем канале и АЦП в приёмном).
Кандидат технических наук (1962). Доцент кафедры радиофизики МВТУ.
Лауреат Премии имени А. С. Попова АН СССР. Награждён орденом «Знак Почёта» (1979). Почётный радист (1996).
Сочинения:
- Евстропов Г. А., Иммореев И. Я. Цифровые методы формирования диаграмм направленности приёмных антенных решёток // Проблемы антенной техники. М.: Радио и связь. 1989.
- Евстропов Г.А. Адаптивная цифровая приёмная ФАР. Активные фазированные антенные решётки / под ред. Д.И. Воскресенского и А.И Канащенкова. М.: Радиотехника. 2004.
- Евстропов Г. А., Сапрыкин С. Д. Станции дальнего обнаружения НИИ дальней радиосвязи. История, основные характеристики, принципы и особенности построения, перспективы развития. В кн. История отечественной радиолокации. Изд. 2-е испр., доп. М.: ООО "Издательский дом «Столичная энциклопедия», 2015. С. 375—406.
- Евстропов Г.А. Кольцевая антенная решётка с электрическим качанием луча. Доклад на VIIIвсесоюзной конференции по теории и технике антенн 1959 г. // Вопросы специальной радиоэлектроники. 1961. Сер. XII. № 7. С. 40-80.
- Евстропов Г.А. Антенны с воронкообразными диаграммами направленности. Доклад на IXвсесоюзной конференции по теории и технике антенн 1960 года // Вопросы специальной радиоэлектроники. 1961. Сер. XII. № 9. С. 457-509.

Жена (с 1960) - Лариса Глебовна (29 апреля 1937 - 11 августа 2020), работала в НИИП инженером, в НИИРО инженером, ученым секретарём до 1992 года. Сын Олег, дочь Елена.